# Siegfried Knappe
Siegfried Knappe (Brunsbüttel, 15 gennaio 1917 – Cincinnati, 1º dicembre 2008) è stato un ufficiale tedesco dell'esercito (Heer) durante la seconda guerra mondiale.

## Biografia

### Seconda guerra mondiale
Nel 1940 partecipò alla campagna di Francia come giovane tenente di artiglieria (Leutnant der Artillerie) appartenente alla 1. Panzerarmee. Fu decorato per aver preso parte ai combattimenti che si svolsero nella notte del 14 giugno 1940. Tali combattimenti ebbero luogo nell'area metropolitana di Parigi, a sud di Tremblay-en-France, all'altezza del canale di Ourcq. In quei giorni, un gruppo di marinari francesi apparentemente non era stato informato del fatto che Parigi fosse stata dichiarata una città aperta. Come risultato, stavano difendendo un ponte con delle mitragliatrici installate in una casa al di là del canale. Dopo che la fanteria tedesca fallì nel ripulire l'area con il fuoco dei mortai, venne richiesto il supporto dell'artiglieria. Nonostante fosse solo l'aiutante del battaglione, non essendo quindi suo dovere maneggiare l'artiglieria, si mosse al fronte con la fanteria. Dal momento che l'area era coperta di boschi, il pezzo da 105 mm fu posizionato in modo da sparare a bruciapelo direttamente nella casa. La fanteria tedesca si nascose dietro un edificio vicino al ponte, laddove era stato posizionato il pezzo d'artiglieria, ma per poter sparare, tutti e sette gli inservienti sarebbero stati esposti al fuoco delle mitragliatrici nemiche. Nonostante ciò, il pezzo fu manovrato, messo in posizione e fatto sparare. Tre dei sette inservienti furono feriti, ma il nido di mitragliatrici fu distrutto. In tal modo fu aperta una strada per la fanteria.
Fu ferito da un proiettile entratogli dal palmo della mano ed uscitogli dal polso. Il 19 giugno 1940 egli fu fatto evacuare. Per il suo coraggio, ricevette la Croce di Ferro di II classe e, per le sue ferite, il distintivo per feriti in ferro.
Successivamente andò a combattere sul fronte orientale e in Italia. Durante l'Operazione Barbarossa, per il suo coraggio e per aver diretto attacchi d'artiglieria da posizioni avanzate, ricevette la Croce di Ferro di I classe. Fu ferito altre tre volte nel corso della sua carriera. Dopo aver frequentato l'accademia militare dello Stato maggiore, fu promosso al grado di maggiore. Finì la guerra combattendo a Berlino servendo come membro dello staff del generale Helmuth Weidling.

### Dopo la fine della guerra
Dopo aver trascorso cinque anni di prigionia in Unione Sovietica, fu rilasciato alla Germania Ovest nel 1949. Emigrò negli Stati Uniti con la sua famiglia, stabilendosi nell'Ohio, dove scrisse le sue memorie prima di morire nel 2008.

## Nella cultura di massa
- Il film del 2004, La caduta - Gli ultimi giorni di Hitler, fu prodotto anche grazie alle sue memorie. È stato interpretato da Oleg Popov.